# Sudur-Paśćimańćal Wikas Kszetr
Sudur-Paśćimańćal Wikas Kszetr (nep. पुर्वाञ्चल, trl. Sudūr-Paścimāñcal Vikās Kṣetr, trb. Sudur-Paśćimańćal Wikas Kszetr) – jeden z pięciu regionów Nepalu. Jest najbardziej wysuniętym na zachód regionem Nepalu. Graniczy z Indiami na południu, z Chinami na północy oraz z regionem Madhyamańćal na wschodzie. Stolicą regionu jest Dīpāyala.
Region ten dzieli się na następujące strefy:
- Seti,
- Mahakali.